# Bezirksklasse Pommern 1933/34
De Bezirksklasse Pommern 1933/34 was het eerste voetbalkampioenschap van de Bezirksklasse Pommern, het tweede niveau onder de Gauliga Pommern. De competitie werd in drie regionale groepen verdeeld, waarvan de kampioenen aan een promotie-eindronde deelnamen. Aangezien de competitie voor het volgende seizoen uitgebreid werd waren er dit jaar geen degradaties. 

## Bezirksklasse

### Groep Oost
| Plaats | Club                         | Wed. | W  | G | V | Saldo | Ptn.  |
| ------ | ---------------------------- | ---- | -- | - | - | ----- | ----- |
| 1.     | SC Viktoria Stargard         | 14   | 11 | 0 | 3 | 47:24 | 22:06 |
| 2.     | SC Blücher Gollnow           | 14   | 7  | 3 | 4 | 49:30 | 17:11 |
| 3.     | SV 1910 Kolberg              | 14   | 7  | 1 | 6 | 44:40 | 15:13 |
| 4.     | MSV Keith-Gneisenau Stargard | 14   | 5  | 3 | 6 | 34:44 | 13:15 |
| 5.     | VfB 1911 Belgard             | 14   | 5  | 3 | 6 | 37:54 | 13:15 |
| 6.     | SC Labes                     | 14   | 6  | 0 | 8 | 36:40 | 12:16 |
| 7.     | SV Schivelbein               | 14   | 5  | 2 | 7 | 29:39 | 12:16 |
| 8.     | SV Mackensen Greifenberg     | 14   | 3  | 2 | 9 | 40:45 | 08:20 |

|  | Deelname promotie-eindronde |

### Groep Zuid
| Plaats | Club                     | Wed. | W  | G | V  | Saldo | Ptn.  |
| ------ | ------------------------ | ---- | -- | - | -- | ----- | ----- |
| 1.     | SV Hertha Schneidemühl   | 14   | 10 | 1 | 3  | 48:14 | 21:07 |
| 2.     | MSV Mackensen Neustettin | 14   | 9  | 1 | 4  | 50:22 | 19:09 |
| 3.     | SC Erika Schneidemühl    | 14   | 6  | 2 | 6  | 38:29 | 14:14 |
| 4.     | SC Germania Neustettin   | 14   | 7  | 0 | 7  | 36:36 | 14:14 |
| 5.     | SV Hellas Schönlanke     | 14   | 6  | 1 | 7  | 32:37 | 13:15 |
| 6.     | FC Viktoria Schneidemühl | 14   | 6  | 0 | 8  | 21:40 | 12:16 |
| 7.     | PSV Schneidemühl         | 14   | 5  | 1 | 8  | 21:35 | 11:17 |
| 8.     | FC Germania Schneidemühl | 14   | 4  | 0 | 10 | 23:56 | 08:20 |

|  | Deelname promotie-eindronde |

### Groep West
| Plaats | Club                      | Wed. | W  | G | V  | Saldo | Ptn.  |
| ------ | ------------------------- | ---- | -- | - | -- | ----- | ----- |
| 1.     | SC Comet Stettin          | 14   | 10 | 3 | 1  | 47:30 | 23:05 |
| 2.     | Graf Schwerin Greifswald  | 13   | 9  | 0 | 4  | 30:17 | 18:08 |
| 3.     | SC Concordia Stralsund    | 14   | 9  | 0 | 5  | 20:20 | 18:10 |
| 4.     | SK Stettiner Rasenfreunde | 13   | 7  | 1 | 5  | 39:26 | 15:11 |
| 5.     | Pasewalker SC             | 14   | 6  | 0 | 8  | 34:45 | 12:16 |
| 6.     | Züllchower SC             | 14   | 3  | 2 | 9  | 28:32 | 08:20 |
| 7.     | Stralsunder SV 07         | 14   | 4  | 0 | 10 | 37:50 | 08:20 |
| 8.     | Stargarder SC             | 14   | 3  | 2 | 9  | 16:31 | 08:20 |

|  | Deelname promotie-eindronde |

## Promotie-eindronde
| Plaats | Club                   | Wed. | W | G | V | Saldo | Ptn.  |
| ------ | ---------------------- | ---- | - | - | - | ----- | ----- |
| 1.     | SV Hertha Schneidemühl | 4    | 4 | 0 | 0 | 14:01 | 08    |
| 2.     | SC Comet Stettin       | 3    | 1 | 0 | 2 | 06:06 | 02:04 |
| 3.     | SC Viktoria Stargard   | 3    | 0 | 0 | 3 | 02:15 | 00:06 |

|  | Promotie naar Gauliga Pommern 1934/35 |